# HD 100740
HD 100740，又名BD+11 2377，SAO 99683、HR 4464，是一颗恒星，视星等为6.56，位于銀經251.62，銀緯65.92，其B1900.0坐标为赤經11h 30m 32.7s，赤緯+11° 65.92′ 53″。